# Somalodillo sulcatus
Somalodillo sulcatus är en kräftdjursart som beskrevs av Stefano Taiti och Franco Ferrara 2004. Somalodillo sulcatus ingår i släktet Somalodillo och familjen Eubelidae. Inga underarter finns listade i Catalogue of Life.